# تيرسانس
تيرسانس (بالفرنسية: Tersannes)‏ هي بلدية في مقاطعة فيين العليا في منطقة أقطانية الجديدة غرب وسط فرنسا.